# Lesueurigobius suerii
Lesueurigobius suerii es una especie de peces de la familia de los Gobiidae en el orden de los Perciformes.

## Morfología
Los machos pueden llegar a alcanzar los 5 cm de longitud total.

## Hábitat
Es un pez de Mar y, de clima subtropical y demersal que vive hasta los 337 m de profundidad.

## Distribución geográfica
Se encuentra en el Atlántico oriental (el Marruecos e Islas Canarias) y el Mediterráneo. 

## Observaciones
Es inofensivo para los humanos. 